# Квонтернесс
Кво́нтернесс (англ. Quanterness) — гробниця коридорного типу. Розташована в Шотландії на острові Мейнленд у складі Оркнейських островів. Розкопки Квонтернесса проводив у 1972–1974 рр. Колін Ренфрю. Датування невідоме, проте, судячи за значною структурною схожістю з гробницями типу Мейсхау, належить до докельтского періоду історії Шотландії (див.  en: Timeline of prehistoric Scotland), фаза Папа-Вестрей, близько 3700—2800 рр. до н. е.

## Конструкція
Курган висотою близько 3 метрів на північному боці Вайдфорд-Гіллу, діаметром близько 30 метрів. В середині міститься прямокутна камера довжиною 6,1 метра і шириною 1,6 метра. До камери (нагадує камеру гробниці Мейсхау) веде вузький прохід зі сходу. У гробниці є склеписта стеля і шість симетрично розташованих бічних ніш, по дві на кожній витягнутій стороні і по одній — на кожній вузькій. Від інших гробниць подібного типу Квонтернесс відрізняє наявність своєрідного вікна, розташованого в стіні між основною камерою і бічними нішами.

## Вміст
Подібно до Мейсхау, Квонтернесс не був заповнений землею та щебенем після того, як споруду перестали використовувати. Єдина споруда подібного типу, яка була заповненою, — це каїрн Вайдфорд (Wideford Cairn), в якому, однак, не було знайдено ніяких артефактів, тоді як Квонтернесс містив досить велику їх кількість. На підлозі камери Квонтернесса виявлений товстий шар, що складається з людських, тваринних і риб'ячих кісток, каміння та землі. До укладання цього шару всю споруду було випалено. У підлозі Квонтернесса виявлено три ями зі знахідками. Шар кісток у головній камері з часом розсіявся і потрапив до інших камер і коридору. Одне з найпізніших поховань було виконано в «плоскій могилі» — заглибленні в шарі кісток навпроти входу. На думку Ренфрю, значна частина вмісту Квонтернесса збереглася в недоторканому вигляді і дозволяє археологам зробити далекосяжні висновки. Сам Ренфрю зміг розкопати лише бічні шари і близько 80 % головної камери.

## Знахідки
При розкопках виявлені рештки 157 осіб. Приблизно така ж або навіть більша кількість решток, за припущеннями археологів, може перебувати в ще не розкопаній частині гробниці (таким чином, всього в ній могло бути поховано до 400 осіб).
Артефакти були в основному розкидані в шарі кісток і включали, зокрема, уламки не менше 34 посудин желобкової кераміки і численні види озброєння (крем'яні ножі, наконечники булави, кістяні голки і молот).
Доступ до Квонтернессу для туристів закритий.